# Paramelomys
A Paramelomys az emlősök (Mammalia) osztályának a rágcsálók (Rodentia) rendjébe, ezen belül az egérfélék (Muridae) családjába tartozó nem.

## Rendszerezés
A nembe az alábbi 9 faj tartozik:
- Paramelomys gressitti Menzies, 1996
- Paramelomys levipes Thomas, 1897 - típusfaj; szinonimája: Melomys levipes
- Paramelomys lorentzii Jentink, 1908 - szinonimája: Melomys lorentzii
- Paramelomys mollis Thomas, 1913 - szinonimája: Melomys mollis
- Paramelomys moncktoni Thomas, 1904 - szinonimája: Melomys moncktoni
- Paramelomys naso Thomas, 1911 - korábban Paramelomys levipes-nek tekintették
- Paramelomys platyops Thomas, 1906 - szinonimája: Melomys platyops
- Paramelomys rubex Thomas, 1922 - szinonimája: Melomys rubex
- Paramelomys steini Rümmler, 1935